# Mnesikleides
Mnesikleides ist der Name einer Person aus Athen, hinter der längere Zeit ein attischer Vasenmaler des schwarzfigurigen Stils vermutet wurde.
Eine fragmentierte Namensinschrift auf dem Fuß eines um 550/40 v. Chr. zu datierenden Kugelaryballos (Archäologisches Nationalmuseum Athen, Inventarnummer 1055 [CC 669]) wurde zu Μνεσ[ικλε]ῖδης ergänzt. Diese Inschrift wurde als Signatur des Vasenmalers interpretiert. Doch ist der Aryballos, der in Petreza gefunden wurde und mit einem Fries von Männern und Frauen sowie einer Sphinx und einem Gorgoneion auf dem Henkel dekoriert ist, vom Vasenmaler Kealtes bemalt, wie seine Signatur auf dem Gefäß (ΚΕΑΛΤΕΣ ΕΓΡΑΦΣΕΝ) bezeugt. Mnesikleides war der Stifter des Gefäßes, die Inschrift ist als „Kealtes bemalte (mich). Mnesikleides schenkte (mich) dem/der Phokis“ zu übersetzen.